# Црни макаки
Црни макаки (Macaca maura) је сисар из реда примата и породице мајмуна Старог света (Cercopithecidae). 

## Распрострањење
Индонежанско острво Сулавеси, то јест његово југозападно полуострво, једино је познато природно станиште врсте.

## Станиште
Станиште црног макакија су шуме.

## Угроженост
Ова врста се сматра угроженом.

### Популациони тренд
Популација ове врсте се смањује, судећи по расположивим подацима.